# Turbine (attractie)
De Turbine is een attractietype gebouwd door Mondial Rides.

## Beschrijving
De Turbine is een variant op de kermisklassieker booster, maar dan met hogere capaciteit per rit en een extra draaibeweging. De attractie bestaat uit een grote mast waaraan bovenaan een lange arm bevestigd is die rond dit bevestigingspunt kan ronddraaien. Aan beide kanten van deze arm bevindt zich een gondel. Waar een klassieke booster plaats biedt aan vier of acht personen per gondel, kunnen er in de Turbine tien personen per gondel plaatsnemen. Bovendien kunnen de gondels ook rond hun as ronddraaien in het verlengde van de arm. Dit is een draaibeweging die bij de klassieke booster niet aanwezig is, en die dus een volledig andere ritervaring veroorzaakt. Daarnaast kan de volledige omgeving van bovenaf bekeken worden terwijl beneden volgende bezoekers in de andere gondel stappen. De Turbine wordt voortgestuwd door bij elke gondel een windmachine, net als bij een Capriolo.
Er zijn anno januari 2016 drie rondreizende exemplaren: Turbine van Heyblom (vóór 2017 mede van De Voer), Gladiator van Buwalda/Kriek en Flasher van Hanstein (in 2014 van Ahrend en Jaquier gekocht). Ze zijn met name in België, Frankrijk en Duitsland te vinden. Gladiator staat af en toe ook in Nederland op wat grotere kermissen.

## Andere versies
De Turbine is een combinatie van de klassieke booster en de Capriolo 10, waar deze extra draaibeweging voor het eerst op werd gebruikt.
De Turbine is standaard een kermismodel, maar er werd ook een parkmodel ontworpen voor permanente opstellingen.